# Camila Pitanga
Camila Manhães Sampaio (født 14. juni 1977 i Rio de Janeiro) er en brasiliansk skuespillerinde.